# Czelder Orbán
Czelder Orbán (Merény, 1674. július 9. - Kassa, 1717 októbere?) szepességi polgári család sarja, kuruc katona, brigadéros.

## Élete
Czelder Orbán 1674-ben született Merényben, egy jómódú szepességi polgár család sarjaként. Fiatal korában a Császári és királyi hadseregben szolgált, mint élelmező- és fizetőmester, de munkája során elszámolási zavarok miatt egy ideig kénytelen volt kényszermunkát végezni Lipótváron. Miután letöltötte büntetését, beállt muskétásnak. A háború végeztével, leszerelése után a családi vashámort és a család fűrészmalmát kezelte szülőfalujában.
Czelder 1703-ban csatlakozott a kurucokhoz. 1705-ben már a kurucok ezredese volt, II. Rákóczi Ferenc fejedelem egyik első reguláris ezredének megszervezője. Részt vett az 1708-as vesztes trencséni csatában. A csata után a Garam-völgyének védelmi feladatait látta el. A rákövetkező év elején előléptették brigadérossá. A Rákóczi-szabadságharc évei alatt főleg a Felvidéken harcolt, mint a kurucok egyik legjobb alvezére és hadseregszervezője. 1709–1710-ben ezredével részt vett Lőcse védelmében. A védők és az ostromlók között tárgyalások kezdődtek és Orbánt is követségbe küldték, őt azonban az ostromlók parancsnoka, Georg Löffelholz generális február 10-én elfogta és az ostrom végeztével Késmárkon börtönbe vetette. A szatmári béke (1711) után szabadon engedték és visszatért szülőfalujába.
Czelder 1714-ben társával, Pongrácz Jánossal újabb szabadságharcot akart kirobbantani és ezen tervében több mint 1200 ember csatlakozott is hozzájuk, de tervük hamar kitudódott. A felkelést leverték és Orbánt elfogták. 1715 októberében a bíróság halálra ítélte és további két év rabság után Kassán végrehajtották az ítéletet.